# Myrmarachne decorata
Myrmarachne decorata là một loài nhện trong họ Salticidae.
Loài này thuộc chi Myrmarachne. Myrmarachne decorata được Eduard Reimoser miêu tả năm 1927.